# Lou Ferrigno
Louis "Lou" Jude Ferrigno (født 9. november 1951) er en amerikansk bodybuilder og skuespiller bedst kendt for sin rolle som  Marvelfiguren Hulk i tv-serien The Incredible Hulk 1978-1982, The Incredible Hulk Returns 1988, The Trial of the Incredible Hulk 1989, The Death of the Incredible Hulk 1990, som Hulks stemme i den animerede tv-serie The Incredible Hulk 1996 og filmen The Incredible Hulk i 2008. Desuden havde han en mindre rolle som sikkershedsvagt i 2008-filmen The Incredible Hulk og vil i 2012 igen lægge stemme til Hulk i The Avengers. Fra 2000 til 2007 spillede Ferrigno sig selv i komedieserien King of Queens som hovedpersonen Doug Heffernans nabo.